# Peter William Watson
Peter William Watson ( 1761 - 1830 ) fue un botánico inglés.

## Algunas publicaciones
- 1825. Dendrologia britannica: or, Trees and shrubs that will live in the open air of Britain throughout the year. A work useful to proprietors and possessors of estates, in selecting subjects for planting woods, parks and shrubberies; and also to all persons who cultivate trees and shrubs. 88 pp. en línea

- La abreviatura «P.Watson» se emplea para indicar a Peter William Watson como autoridad en la descripción y clasificación científica de los vegetales.[1]